# Carcharodus baeticus
Carcharodus baeticus, popularmente conocida como piquitos, es un mariposa de la familia Hesperiidae. Se encuentra en el Norte de África, suroeste de Europa, Italia y Anatolia por encima de Afganistán.
La longitud de las alas delanteras oscila entre 13–14 mm. Los ejemplares adultos vuelan entre mayo y octubre en dos o tres generaciones. En altitudes más elevadas hay sólo una generación.
Las hembras depositan los huevos de forma aislada sobre las hojas. Las larvas se alimentan de Marrubium vulgare y especies de Ballota.